# Critique du bouddhisme
La critique du bouddhisme a pris de nombreuses formes différentes. Une partie de ces critiques vient du fait que ses adeptes agissent d'une manière contraire aux principes bouddhistes; une autre critique vient de ce que ces principes marginalisent souvent les femmes. Il existe de nombreuses sources critiques, anciennes et modernes, provenant d'autres religions, des non-religieux et des bouddhistes eux-mêmes.

## Critiques de pratiques bouddhistes

### Les femmes dans le bouddhisme
La plupart des écoles de bouddhisme ont plus de règles pour les bhikkunis (nonnes) que pour les lignées bhikkus (moines). Les bouddhistes du courant Theravada expliquent[Où ?] qu'à l'époque du Bouddha, les religieuses avaient des problèmes de sécurité pour se déplacer en forêt entre les villes. Ainsi, davantage de règles avaient été créées pour les religieuses; par exemple: il est interdit aux religieuses de voyager seules.
Une doctrine critiquée se trouve dans le trente-cinquième vœu du Bouddha Amida, que Shinran (1173-1262) commente ainsi : « La grande compassion d'Amida est si profonde / que, manifestant l'inconcevable sagesse de Bouddha, / le Bouddha a établi le Vœu de transformation en hommes, / Il a ainsi fait le vœu de permettre aux femmes d'atteindre l'état de Bouddha »,.
D'une manière générale, le bouddhisme a longtemps considéré que les femmes ne pouvaient réaliser l'éveil et la  bouddhéité. Toutefois, le Sūtra du Lotus va modifier cette situation en affirmant, dans son chapitre douze, intitulé « Devadatta », que les femmes peuvent aussi atteindre la bouddhéité,.

### Nationalisme
Dans l'Asie du Sud-Est médiévale, on trouve des États bouddhistes, parmi lesquels le royaume de Pagan, le royaume de Sukhothaï et le royaume de Polonnaruwa.
Dans le Sri Lanka contemporain que les moines modernes s'impliquent fréquemment dans la politique nationaliste, et les nationalistes bouddhistes se sont opposés aux droits des Tamouls et autres non-bouddhistes. Le Sarvodaya Shramadana s'est opposé à eux. Il s'agit d'un mouvement d'autogestion dirigé par l'activiste bouddhiste des droits de l'homme, A. T. Ariyaratne (en). Celui-ci se fonde sur des idéaux bouddhistes pour condamner ce recours à la violence des nationalistes et leur déni des droits.
Le Birman Maung Zarni, défenseur de la démocratie dans son pays, militant des droits de l'homme et chercheur à la London School of Economics, qui a écrit sur la violence dans son pays et au Sri Lanka, déclare qu'il n'y a pas de place pour le fondamentalisme dans le bouddhisme. Selon lui, « Aucun bouddhiste ne peut être nationaliste », et il ajoute: « Il n'y a pas de pays pour des bouddhistes. Je veux dire, rien de tel que "moi", "ma" communauté, "mon" pays, "ma" race ou même "ma" foi. ».

### Accusations de violence
La violence dans le bouddhisme fait référence aux actes de violence et d'agression commis par des bouddhistes ayant des motivations religieuses, politiques et socioculturelles. Le bouddhisme est généralement considéré comme l'une des traditions religieuses les moins associées à la violence mais dans l'histoire du bouddhisme, il y a eu des actes de violence dirigés, fomentés ou inspirés par les bouddhistes.

## Critique de la doctrine bouddhiste

### Accusations de nihilisme
Friedrich Nietzsche, à travers Schopenhauer dont le pessimisme était fortement influencé par la philosophie bouddhiste, a interprété le bouddhisme comme une philosophie qui nie la vie et cherche à échapper à une existence dominée par la souffrance. Mais selon Omar Moad, Nietzsche a mal compris le sens de la doctrine bouddhiste. Le terme dukkha (« souffrance, malaise ») a plusieurs significations et il n'est ni pessimiste ni optimiste. Dukkha peut ainsi signifier « déception, désirs, envies, deuil, insatisfaction ou insatisfaction ».

### Critique confucéenne
Le bouddhisme est parfois considéré comme antithétique à une grande partie de la philosophie confucéenne. Alors que le bouddhisme implique la croyance qu'il n'y a rien à juste titre considéré comme le soi, le confucianisme a beaucoup insisté sur le soi dans leurs doctrines de développement personnel et les rôles sociétaux. En conséquence, le bouddhisme était considéré par beaucoup comme nihiliste.

### Critiques d'origine laïque
Sam Harris, un partisan éminent du nouvel athéisme et praticien de la méditation bouddhique, affirme que de nombreux pratiquants se trompent en qualifiant le bouddhisme de religion, et il critique leurs croyances comme « naïves, pétitionnaires et superstitieuses ». Il affirme que de telles croyances entravent la diffusion des principes bouddhistes. Cependant, il a également souligné que ces croyances découlent de la tendance de certains bouddhistes à ne pas suivre un enseignement fondamental du bouddhisme; à savoir, croire un enseignement uniquement quand on dispose des preuves suffisantes,.
Stephen Batchelor, auteur de Bouddhisme sans croyances, a écrit sur le karma et la renaissance, affirmant que le Bouddha « ne prétendait pas avoir eu une expérience qui lui accordait une connaissance privilégiée et ésotérique de la manière dont l'univers fonctionne »[réf. nécessaire].